# Ocelle (tache)
Pour les articles homonymes, voir Ocelle.

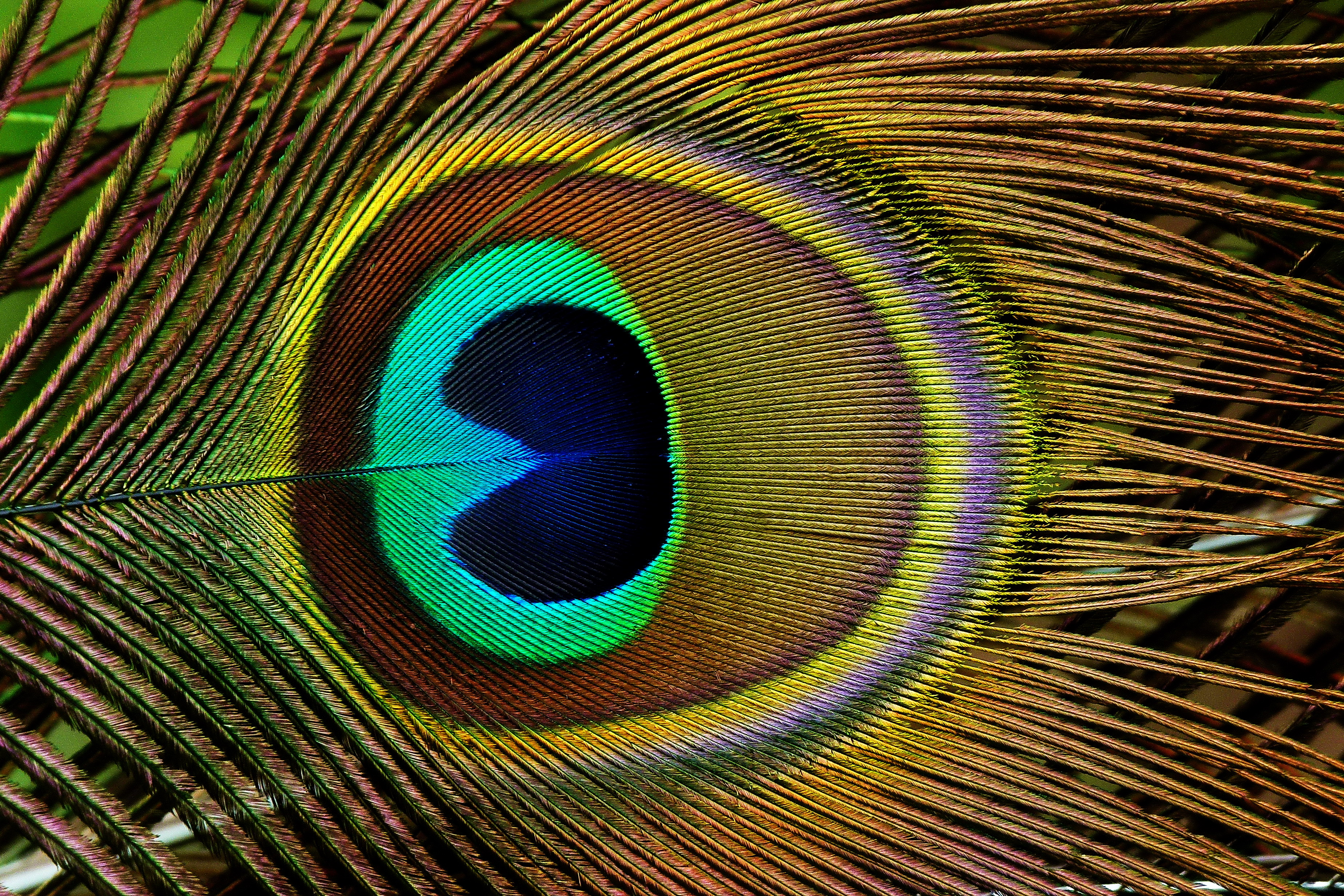
Ocelle d'une plume de Paon bleu (Pavo cristatus)

En biologie, un ocelle est une tache arrondie qui sert de leurre ou de moyen d'intimidation sur la peau, les ailes, les plumes d'animaux. On en trouve chez les poissons, les oiseaux, les reptiles (Phelsuma quadriocellata) et les insectes, papillons notamment. Chez les félins, les ocelles, également appelés rosettes, servent de camouflage.

## Ocelles, moyens de défense passive

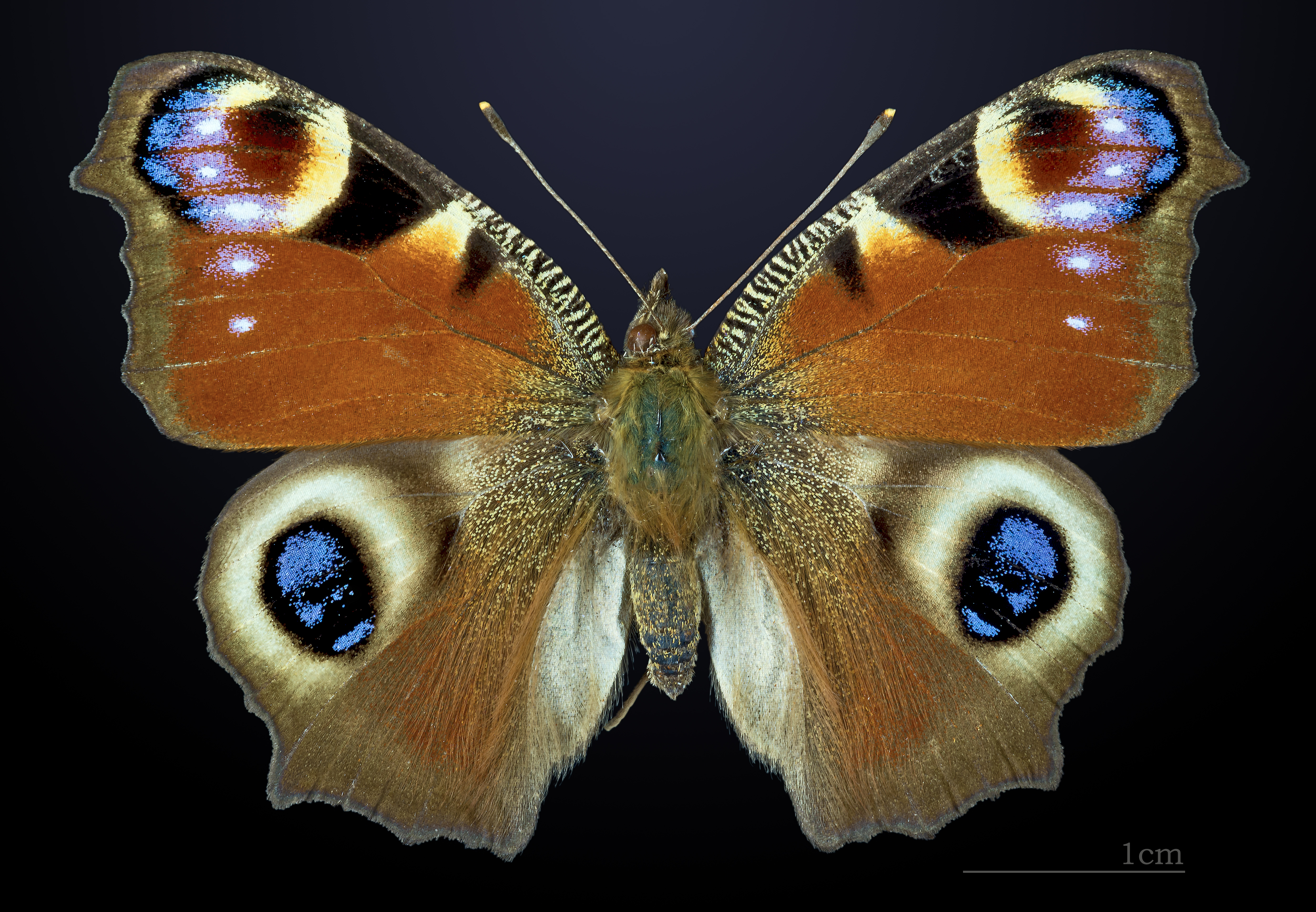
Ocelles sur un Paon-du-jour (Aglais io).

Les ocelles de certains insectes, dont plusieurs lépidoptères, sont exposés par un déploiement brusque de leurs ailes à l'approche d'un prédateur potentiel (oiseau, lézard, mammifère insectivore).
Quelques exemples de genres et d'espèces de papillons ocellés :
- Caligo ;
- Chloreuptychia ;
- le Papillon ocellé (Junonia coenia) ;
- le Petit Satyre des bois (Megisto cymela) ;
- le Sphinx demi-paon (Smerinthus ocellata) ;
- le Grand paon de nuit (Saturnia pyri) ;
- le Petit paon de nuit (Saturnia pavonia).

## Chez les félins

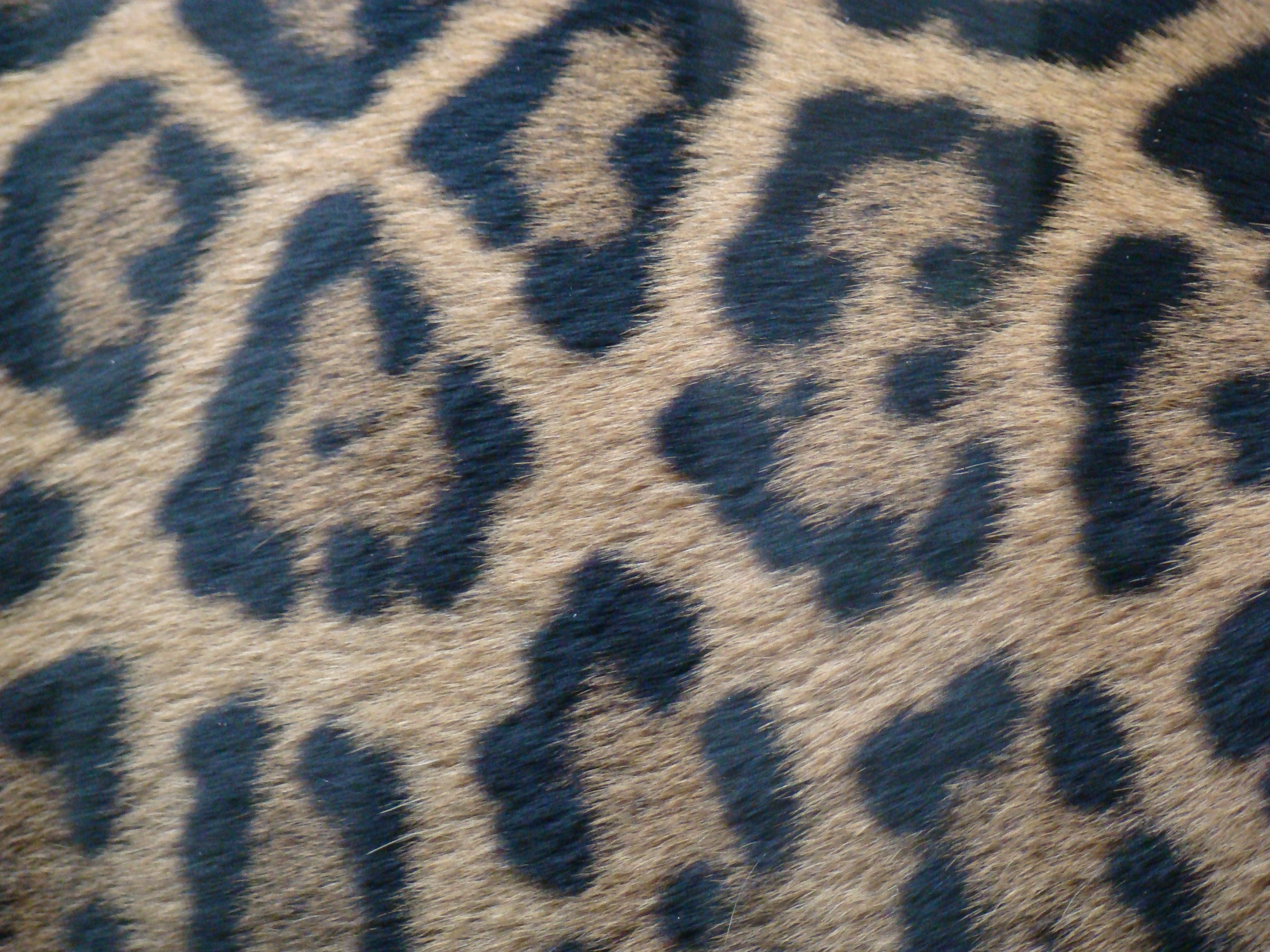
Rosettes du pelage d'un jaguar (Panthera onca)

Une rosette, ou ocelle, est un motif ressemblant à une fleur qui se retrouve sur le pelage de certains animaux comme le léopard, le jaguar et d'autres petits félins, tels que l'ocelot. Ces formations assez complexes de taches font office de camouflage; les rosettes réduisant en effet la visibilité de l'animal par sa proie.

## Galerie

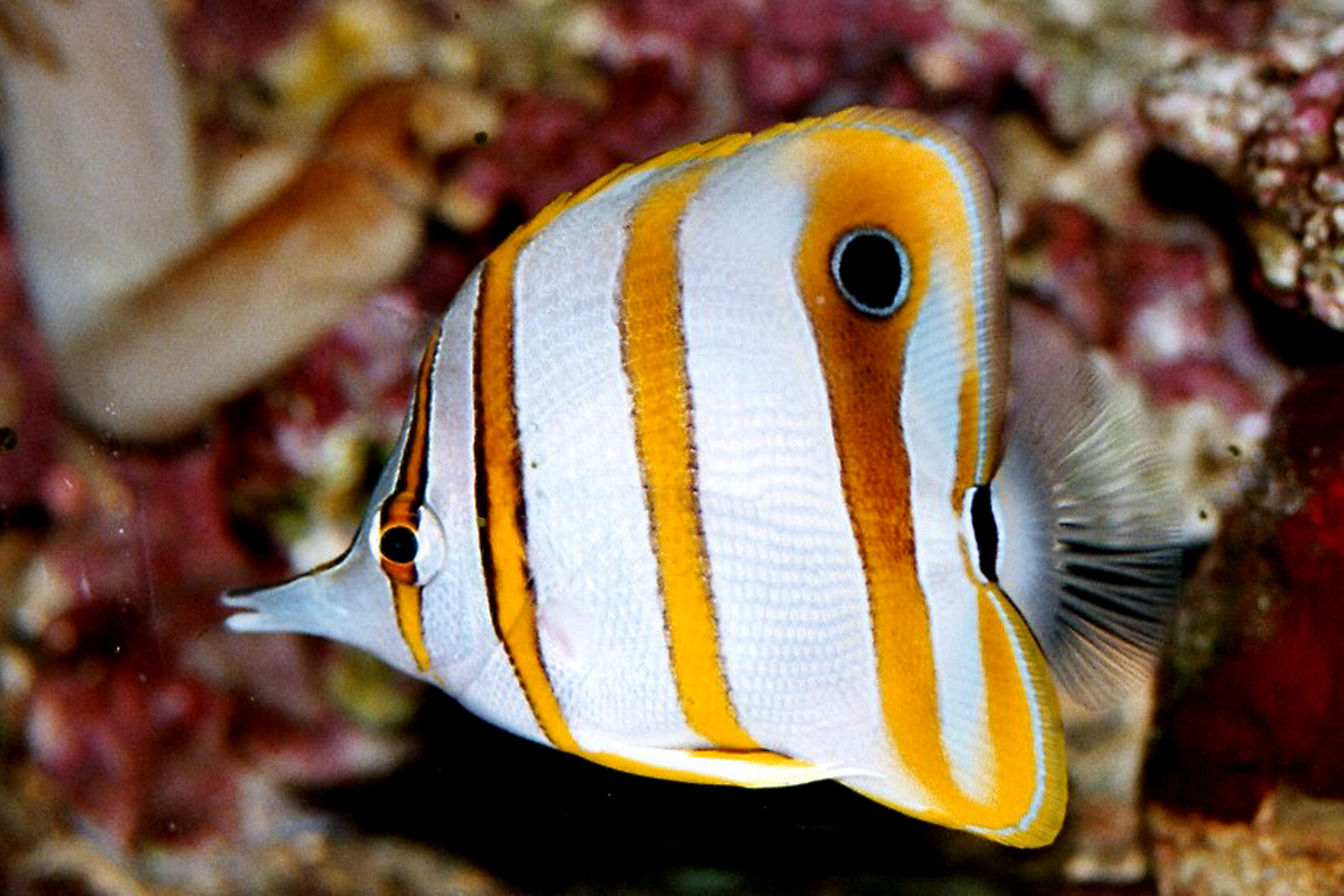
Ocelle sur un Chelmon à bec médiocre (Chelmon rostratus).
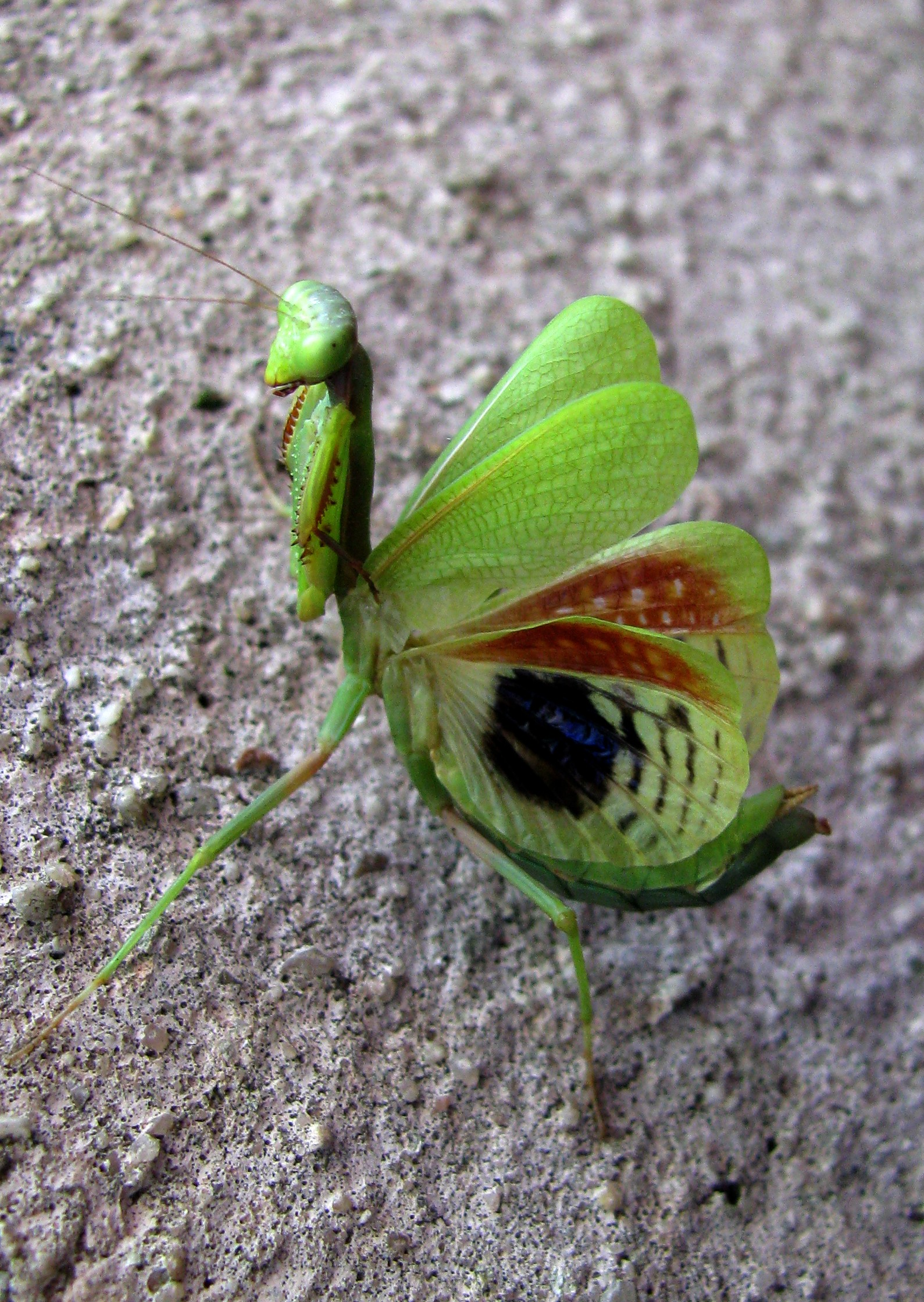
Une Mante religieuse en position d'intimidation.
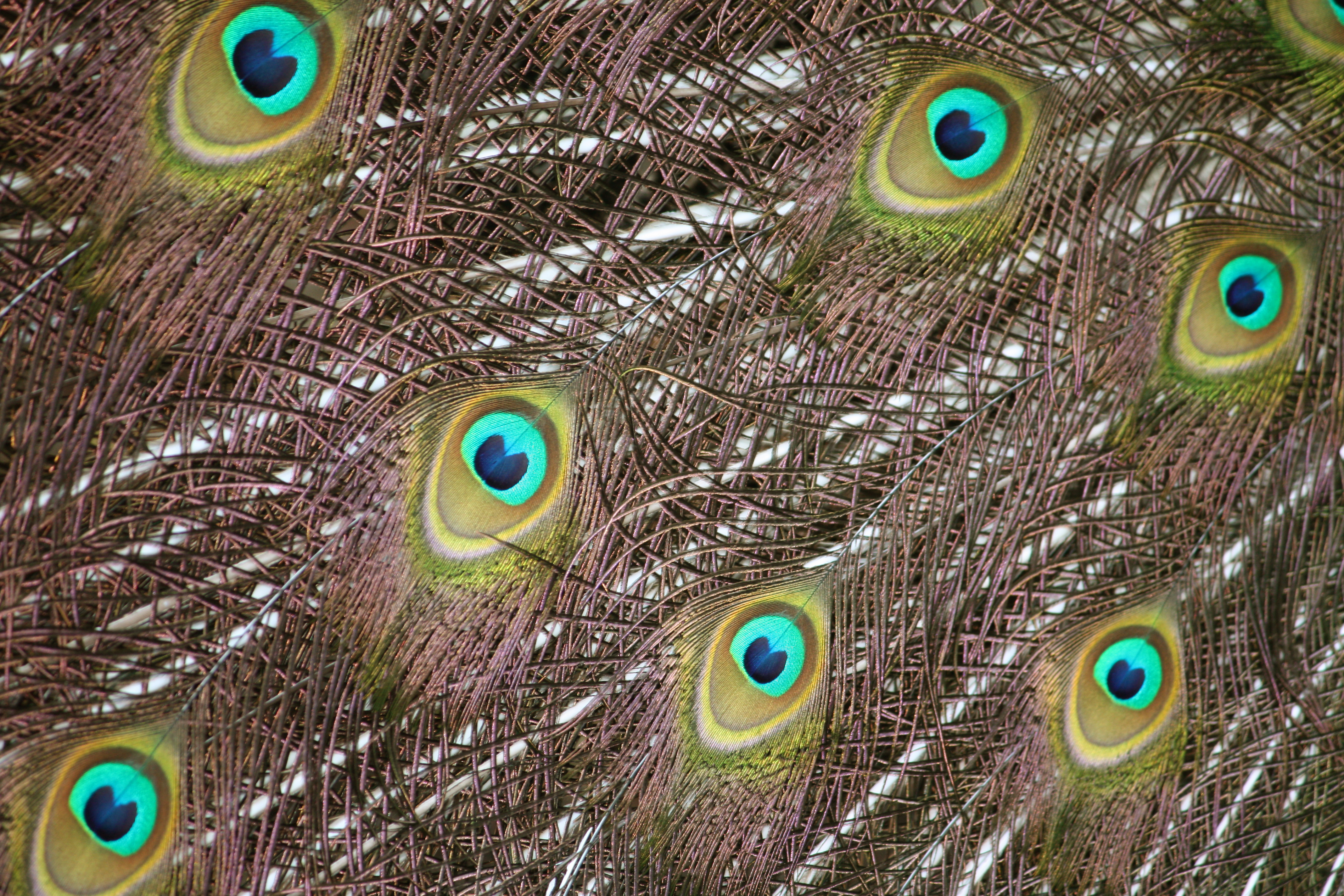
Ocelles sur la queue d'un paon bleu.
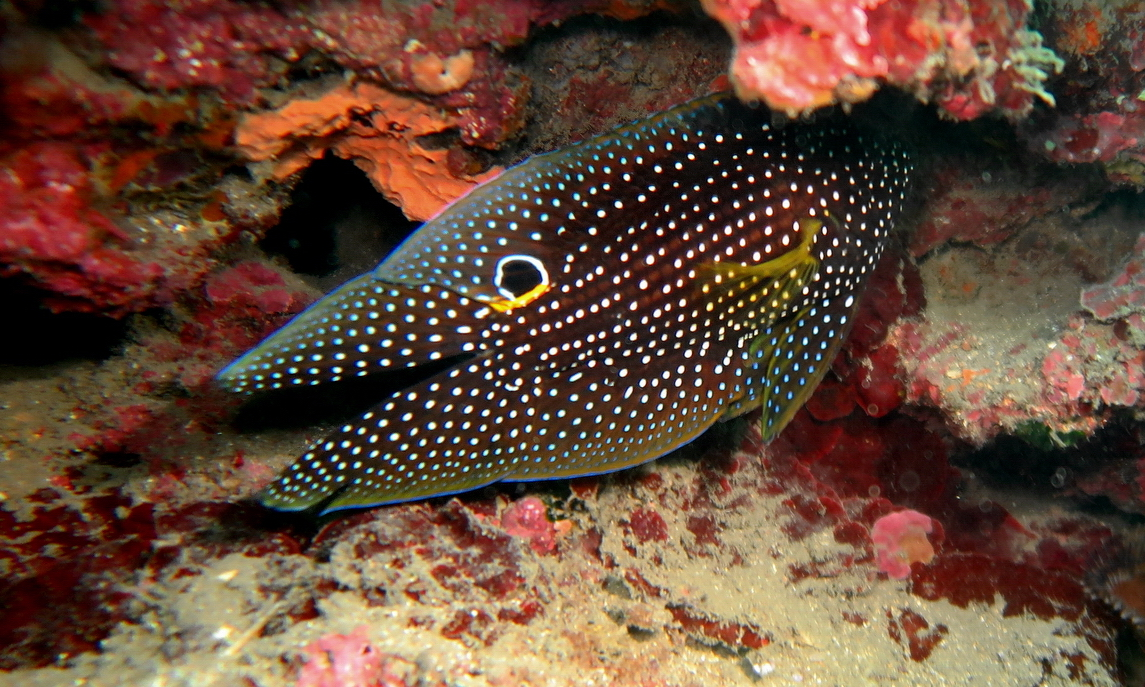
De loin, ce poisson-comète à grandes nageoires partiellement dissimulé peut ressembler à la tête d'une murène ponctuée, l'ocelle figurant un œil.